# بیمارستان امید (مهرستان)
بیمارستان امید بیمارستانی است درمانی واقع در شهر مهرستان، استان سیستان و بلوچستان وابسته به دانشگاه علوم پزشکی ایرانشهر است.